# Andrew Duff

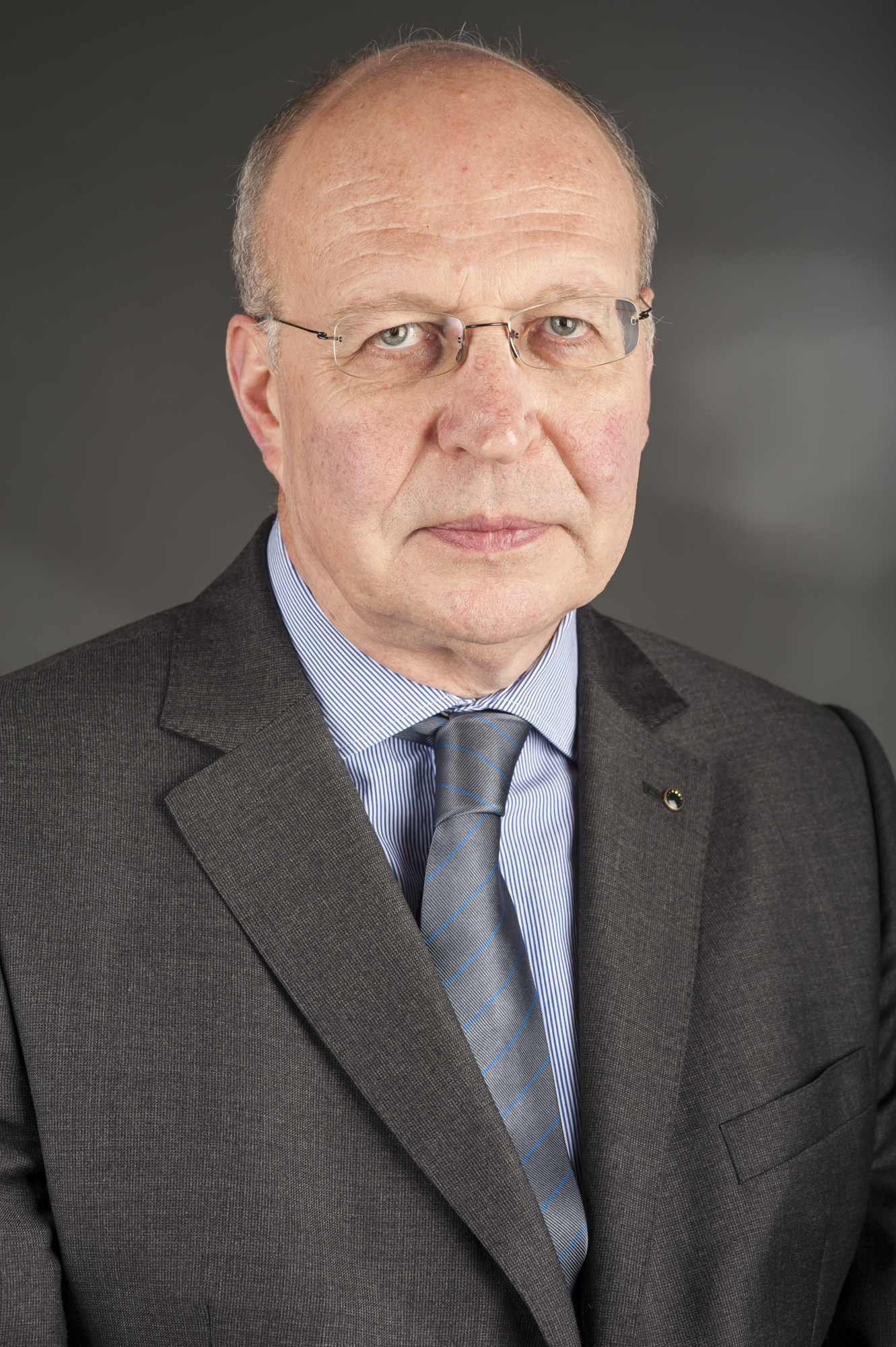
Andrew Duff 2014

Andrew Duff (* 25. Dezember 1950 in Birkenhead) ist ein britischer Politiker der Liberal Democrats. Er war von 1999 bis 2014 Mitglied des Europäischen Parlaments für den Wahlkreis East of England des Vereinigten Königreichs von Großbritannien und Nordirland. Andrew Duff ist einer der bekanntesten Vertreter des europäischen Föderalismus und war Präsident der Union Europäischer Föderalisten.

## Werdegang
Andrew Duff studierte an der Universität Cambridge und schloss 1978 mit einem Master ab. Von 1993 bis 1997 war er Direktor des Federal Trust for education & research, einer britischen Denkfabrik mit speziellem Interesse am Föderalismus.
Seine politische Laufbahn begann er 1982 als Mitglied des Stadtrats von Cambridge (bis 1990). Von 1994 bis 1997 amtierte er als stellvertretender Vorsitzender der Liberal Democrats.
Andrew Duff kandidierte bereits bei den Europawahlen 1984, 1989 und 1994 für das Europäische Parlament, konnte jedoch nach dem Mehrheitswahlrecht seinen Wahlkreis nicht gewinnen. Erst mit der Einführung des Verhältniswahlrechts errang er bei der Europawahl 1999 ein Mandat für die Partei der Liberaldemokraten, welches er bei den Europawahlen 2004 und 2009 verteidigte. Aufgrund der Verluste der Liberaldemokraten bei der Europawahl im Vereinigten Königreich 2014 verlor er seinen Sitz.
Im Parlament gehörte er der liberalen Fraktion ALDE an. Er war Mitglied des Ausschusses für konstitutionelle Fragen (AFCO) sowie stellvertretender Vorsitzender der Delegation im Gemischten Parlamentarischen Ausschuss EU-Türkei. Im Europäischen Konvent, der von 2002 bis 2003 den Vertrag über eine Verfassung für Europa ausarbeitete, war er Vorsitzender des liberalen Flügels. Zudem war er einer der drei Vertreter des Europäischen Parlaments in der Regierungskonferenz 2007, welche den Vertrag von Lissabon ausgearbeitet hat.
Von 2008 bis 2013 war Andrew Duff Präsident der Union Europäischer Föderalisten. Im September 2010 war er an der Gründung der Spinelli-Gruppe beteiligt, die sich für den europäischen Föderalismus einsetzt.

## Politische Positionen
Im Europäischen Parlament setzte sich Duff für verschiedene Initiativen im Sinne des europäischen Föderalismus ein. 2008 brachte er als Berichterstatter des Europäischen Parlaments zur Wahlreform einen Vorschlag ein, nach dem bei Europawahlen ein Teil der Abgeordneten nicht mehr über nationale, sondern über europaweite Listen gewählt werden sollte. 2011 schlug er in einem Brief an Parlamentspräsident Jerzy Buzek zudem vor, dass künftige Reformen des EU-Vertrags nicht mehr einstimmig durch alle Mitgliedstaaten, sondern bereits mit Vier-Fünftel-Mehrheit sollten beschlossen werden können. Beide dieser Vorschläge wären jedoch nur durch eine Änderung des Vertrags möglich und müssten deshalb entsprechend der derzeitigen Rechtslage von allen Mitgliedstaaten der EU ratifiziert werden.